# Dipsadoboa weileri
Espèce
Synonymes
- Dipsadophidium weileri Lindholm, 1905
- Dipsadoboa isolepis Boulenger, 1907
- Dipsadoboa unicolor Schmidt, 1923

Dipsadoboa weileri est une espèce de serpents de la famille des Colubridae.

## Répartition
Cette espèce se rencontre :
- dans le Sud-ouest du Cameroun ;
- au Gabon ;
- en Guinée équatoriale ;
- au Liberia ;
- en République centrafricaine ;
- en République démocratique du Congo (à l'exception du Sud de ce pays) ;
- dans le sud du Soudan ;
- au Togo.

## Description
L'holotype de Dipsadoboa weileri mesure 68,5 cm dont 11 cm pour la queue. Cette espèce a la face dorsale bleu-vert. Le dessous de sa tête et la moitié antérieure de son corps est jaune orangé. La partie postérieure est jaunâtre marbré de gris. Le dessous de sa queue est gris intense.

## Étymologie
Son nom d'espèce lui a été donné en l'honneur de Justus Weiler qui a découvert le spécimen étudié.

## Publication originale
- Lindholm, 1905 : Beschreibung einer neuen Schlangenart (Dipsadophidium weiler g. et sp. n.). Jahrbücher des Nassauischen Vereins für Naturkunde, vol. 58, p. 183-187 (texte intégral).